# Remada
Remada este un oraș în Guvernoratul Tataouine, Tunisia.